# Жудисе, Жозе Мигел
Жозе Мигел ди Аларкан Жудисе (порт. José Miguel de Alarcão Júdice; 15 августа 1949, Коимбра) — португальский юрист и политик, известный адвокат, видный деятель праволиберальной Социал-демократической партии. Активный участник политической борьбы после Апрельской революции, один из руководителей антикоммунистической организации МДЛП. Известен также как бизнесмен, публицист и университетский преподаватель.

## Семейная драма
Родился в семье итальянского происхождения. Отец был активистом Португальской коммунистической партии (ПКП), убеждённым марксистом и атеистом, мать — глубоко верующей католичкой. Дед по отцу придерживался правых, но не салазаристских, политических взглядов.
В трёхлетнем возрасте лишился отца, воспитывался в основном дедом. В раннем детстве узнал от деда, что под конец жизни его отец Антониу Либаниу Жил Жудисе решил порвать с ПКП. С тех пор проникся яростным антикоммунизмом, подозревал в ПКП в убийстве. При этом, помня об оппозиционности Жила Жудисе, Жозе Мигел был противником Нового государства.
В 15-летнем возрасте вместе с дедом устроил подпольную дискотеку, где исполнялась запрещённая музыка, практиковалась свободная любовь, употреблялись наркотики. Усматривал в этом протест против режима. Участвовал в молодёжных выступлениях против правительства Марселу Каэтану.

## Радикализм молодости
В 1972 Жозе Мигел Жудисе окончил юридический факультет Коимбрского университета (хотя первоначально собирался стать инженером). Работал ассистентом на факультете.
Жозе Мигел Жудисе активно участвовал в деятельности крайне правых университетских объединений, выступавших с позиций лузитанского интегрализма — академического хора, театральной студии и прежде всего общества Cooperativa Livreira Cidadela. Эти группы изучали и распространяли материалы идеологов перонизма и раннего фашизма — Джованни Джентиле, Робера Бразийака, Рамиро Ледесмы Рамоса, Хосе Антонио Примо де Риверы. В то же время изучались и такие левые авторы, как Франц Фанон и Ота Шик, тексты Мао Цзэдуна и Фиделя Кастро, программы анархо-синдикалистов и арабских националистов. Общность столь разных позиций создавалось принципами революционного национализма. Жозе Мигел Жудисе был организатором семинаров и пропагандистских мероприятий.
С 1977 Жозе Мигел Жудисе — практикующий адвокат.

## Подполье, тюрьма, побег
Первоначально Жозе Мигел Жудисе поддержал Апрельскую революцию 1974 года. Но он был жёстким противником ПКП и категорически отвергал планы деколонизации. Политически ориентировался на генерала Спинолу. 6 мая 1974 Жудисе участвовал в создании Португальского федералистского движения (МФП). Эта организация выступала с антикоммунистических позиций, за создание федерации европейской Португалии с «заморскими территориями». Жудисе был одним из ближайших соратников лидера МФП профессора Фернанду Пашеку ди Аморина.
28 сентября 1974 МФП было запрещено за участие в демонстрации «молчаливого большинства». Жудисе, как и Пашеку ди Аморин, перешёл к нелегальным формам борьбы. Вступил в созданное Спинолой и Гильерме Алпоином Калваном Демократическое движение за освобождение Португалии (МДЛП). Состоял в руководстве политической комиссии МДЛП. Общедемократические установки были включены в программу МДЛП в значительной степени под его влиянием.
Жудисе был арестован властями и помещён в тюрьму. Познакомился там с известным адвокатом Антониу Перейрой, арестованным за участие в событиях 11 марта 1975. Из тюрьмы сумел бежать с помощью цыганки и перебрался в Испанию.

## Легальный политик
Жозе Мигел Жудисе вернулся на родину после победы правых сил в ноябрьском противостоянии 1975 года. В отличие от большинства известных деятелей Жаркого лета, он активно включился в легальный политический процесс. Вступил в либеральную Социал-демократическую партию (СДП), был преданным сторонником Франсишку Са Карнейру.
После гибели премьер-министра Са Карнейру в авиакатастрофе 4 декабря 1980 Жозе Мигел Жудисе вместе с Марселу Ребелу ди Соза, Жозе Мануэлом Баррозу и Педру Сантана Лопешем выступал против нового премьера Франсишку Пинту Балсемау и его союзника — будущего премьера и президента Анибала Каваку Силвы. Одной из причин конфликта явилось сближение Каваку Силвы и их коалиции с Соцпартией (СП) Мариу Соареша. Жудисе возглавлял лиссабонскую организацию СДП. Однако во внутрипартийном конфликте победил Каваку Силва и его сторонники.
Лидерство Каваку Силвы застовило Жудисе выйти из СДП. Он сблизился с консервативной Народной партией, поддерживал её кандидатов на выборах. Призывает СДП занять более правые позиции, дабы не дублировать социал-демократическую СП.
В 2007 участвовал в кампании кандидата СП Антониу Кошта (с 2015 — премьер-министр) на выборах мэра Лиссабона. Активно поддерживал Ребелу ди Соза на президентских выборах 2016 года. Таким образом, со второй половины 2010-х посты главы государства и главы правительства заняли политики, поддерживаемые Жозе Мигелом Жудисе.
Вместе с Антониу Баррету публикуется в газете Público, участвовал в аналитической программе на новостном канале.
Известен эпатажными высказываниями: например, «теорией», согласно которой корпулентные политики являются более оптимистичными, тогда как худые — пессимистами. Приводит примеры: с одной стороны — Антониу Кошта, Мариу Соареш (симпатичные ему оптимисты), с другой — Салазар, Каваку Силва, Педру Пасуш Коэлью (несимпатичные пессимисты). Высказывал сожаление, что никогда не приглашался на мероприятия памяти Са Карнейру (по смыслу — из-за своей биографии).
Жозе Мигел Жудисе сохраняет верность памяти Франсишку Са Карнейру, его идеям и политическому наследию. Автор книги O Meu Sá Carneiro. Reflexões sobre o seu pensamento político — Мой Са Карнейру. Размышления о его политической мысли. Обвиняет Анибала Каваку Силва в отходе от курса Са Карнейру и «разрушении» СДП.

## Юрист, бизнесмен, общественник
Наряду с политической деятельностью, Жозе Мигел Жудисе продолжает активно заниматься адвокатской работой. Известен как авторитетный юрист, участник резонансных уголовных процессов. Специализируется также на коммерческом и инвестиционном арбитраже. В 2001—2004 был президентом Ассоциации адвокатов. Имел репутацию «авторитарного популиста», в 2006 вступил в публичный конфликт с советом Ассоциации.
С 2004 преподаёт хозяйственное право в Новом университете Лиссабона. С 2013 возглавляет лиссабонский арбитражный центр Португальской торгово-промышленной палаты.
Руководил структурой благоустройства Лиссабона Frente Tejo. Управляет дворцово-парковым ансамблем. Занимается организацией концертов и музыкальных фестивалей. Является совладельцем фешенебельного лиссабонского ресторана.

## Награждение
9 июня 2005 Жозе Мигел Жудисе был награждён орденом Инфанта дона Энрике — за заслуги в качестве юриста и политика, за активное гражданское участие в защите прав человека.

## Частная жизнь
Жозе Мигел Жудисе женат в четвёртый раз. Имеет сына и дочь от первого брака, дочь от второго. Увлекается музыкой и ландшафтной архитектурой. Владеет английским, французским и испанским языками.
Свою жизнь, несмотря на её динамичность, характеризует как «банальную».